# Кокни, Джесси
Джесси Кокни (англ. Jesse Cockney; род. 26 июля 1989 года, Йеллоунайф) — канадский лыжник, участник Олимпийских игр в Сочи. Более успешно выступает в спринтерских гонках.
В Кубке мира Кокни дебютировал 22 января 2011 года, в декабре 2012 года единственный раз в карьере попал в десятку лучших на этапе Кубка мира, в спринте. Кроме этого на сегодняшний день имеет на своём счету 2 попадания в тридцатку лучших на этапах Кубка мира, оба в командном спринте. Лучшим достижением Кокни в общем итоговом зачёте Кубка мира является 108-е место в сезоне 2012/13.
На Олимпийских играх 2014 года в Сочи занял 53-е место в спринте, 12-е место в эстафете и 56-е место в масс-старте на 50 км.
За свою карьеру в чемпионатах мира участия не принимал. На юниорских и молодёжных чемпионатах мира его лучшем результатом в личной гонке является 6-е место в спринте на молодёжном чемпионате мира 2011 года.
Использует лыжи и ботинки производства фирмы Fischer.